# Leptophion pubescens
Leptophion pubescens là một loài tò vò trong họ Ichneumonidae.